# Calyptocephalellidae
La familia y el género están presentes desde el cretácico superior (Muzzopapa-Nicoli, 2010) constituyendo un especial caso de longevidad taxonómica. Sus fósiles pueden encontrarse en Argentina para el Cretácico de Río Negro, un ejemplar del género Calyptocephalella (Báez, 1987) y en Chubut para el Oligoceno con numerosos restos fósiles que corresponderían a Calyptocephalella canqueli. No se conoce aún la extensión del área paleobiogeografica al que correspondería este batracio, sí se supone una muy amplia y exitosa distribución que incluiría a la actual península antártica durante el Paleoceno y Eoceno y la región más austral del continente sudamericano, comprendiendo que sus fósiles no han sido hallados en la región septentrional del neotrópico.

## Cladística

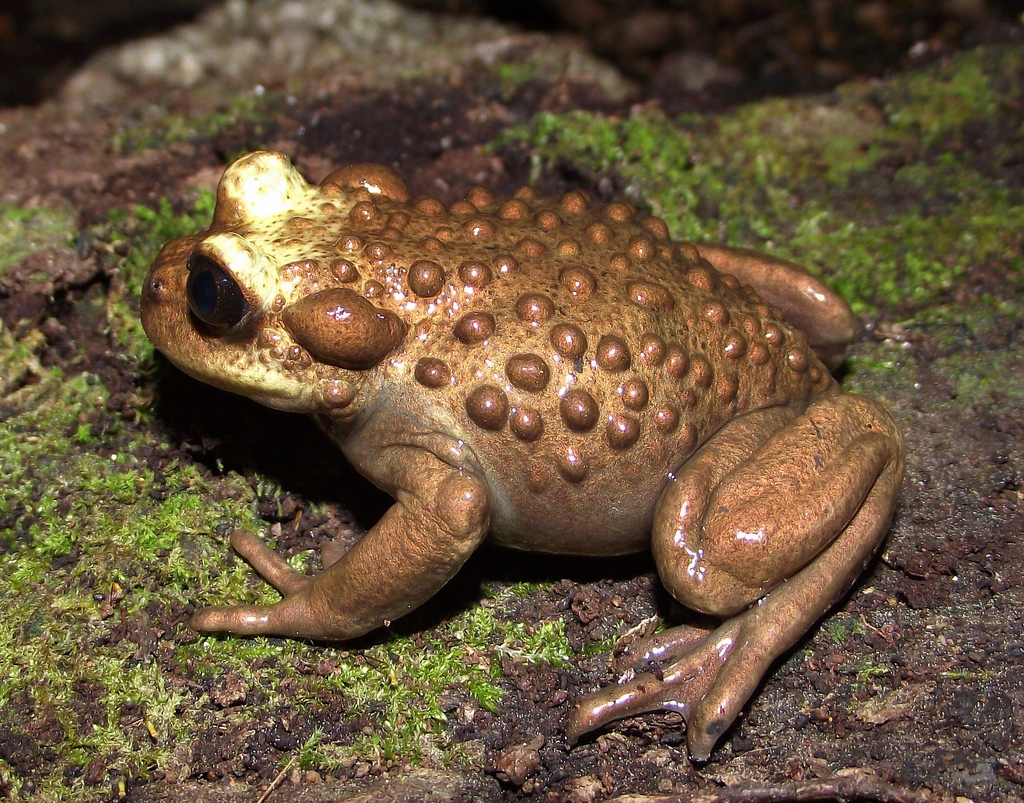
Telmatobufo bullocki

Calyptocephalellidae es un clado de anfibios anuros endémico de Chile, conformado por los géneros Calyptocephalella y Telmatobufo. El grupo fue inicialmente nombrado Batrachophrynidae, siendo renombrada más tarde como Calyptocephalellidae tras estudios cariotípicos que agruparon al género Batrachophrynus en el grupo Ceratophryidae.

## Taxonomía
- Calyptocephalella Strand, 1928
  - Calyptocephalella gayi (Rana chilena)
- Telmatobufo Schmidt, 1952 
  - Telmatobufo australis
  - Telmatobufo bullocki
  - Telmatobufo ignotus
  - Telmatobufo venustus